# Agrostophyllum mearnsii
Agrostophyllum mearnsii är en orkidéart som beskrevs av Oakes Ames. Agrostophyllum mearnsii ingår i släktet Agrostophyllum och familjen orkidéer. Inga underarter finns listade i Catalogue of Life.